# Serra del Bancal
La Serra del Bancal és una serra situada als municipis de Vilanova de l'Aguda (Noguera) i de Pinell de Solsonès al Solsonès, amb una elevació màxima de 671,2 metres.